# 古賀茂明
古賀 茂明（こが しげあき、1955年8月26日 - ）は、日本の元通産・経産官僚、政治経済評論家。古賀茂明政策ラボ代表。

## 来歴
長崎県佐世保市生まれ。父は国土総合建設（現：あおみ建設）元社長の古賀梶夫。息子はOishii Farm CEOの古賀大貴。その後東京に移り、麻布中学校・高等学校卒業。高校の同期生に湯浅卓、大西洋がいる。東京大学文科一類に入学し、3年時で東京大学法学部第1類（私法コース）に進学。1980年、東大法学部第1類を卒業し、通商産業省（現経済産業省）に入省。同期入省に西山英彦、石黒憲彦（経済産業審議官）、立岡恒良（経済産業事務次官）が、1期上に衆議院議員の江田憲司などがいる。

### 中央官僚時代のキャリア
外務省在プレトリア日本国総領事館領事などを経て、通産省や後継の経産省では大臣官房会計課法令審査委員、経済産業政策局経済産業政策課長を歴任する。2005年に外局の中小企業庁部長、その後中小企業基盤整備機構出向となった。2007年には茨城県つくば市にある独立行政法人の産業技術総合研究所に異動。2008年、渡辺喜美行政改革担当相から内閣官房に設置された国家公務員制度改革推進本部事務局審議官に任じられる。2009年12月、経済産業省大臣官房付。2011年9月26日、依願退官。

### 退職後
2011年9月以降、大阪維新の会から大阪府知事選挙への出馬を打診されたが、辞退した。2011年12月13日、橋下徹大阪市長と松井一郎大阪府知事は「府市統合本部」顧問の役職を設置し、古賀は堺屋太一らと共に同職に就任。また、同年から2015年まで報道ステーションでコメンテーターを務めた。
2014年東京都知事選挙では「脱原発」を主張する細川護熙のスタッフとして参加した。

## 主張・発言

### 体制への批判
官僚や体制についての著書も執筆し、2011年の年間ベストセラー総合書籍ランキング（オリコン調べ、集計期間2010年12月 - 2011年11月）では、『官僚の責任』（2011年7月出版）が約40万部売れ19位に、『日本中枢の崩壊』（同年5月出版）が約39万部売れ26位にランクインしている。古賀は後に当時のことを「僕のときは全然、前例がなくて、役所の中で実名でめちゃくちゃ告発を始めたときに、向こうはこいつと思って、いろいろ封じ込めようと思ったんでしょうけれど、僕が常に彼らの想定外のことをやり続けて、どんどん向こうが墓穴を掘ってたって感じでしたね。『日本中枢の崩壊』も事前に秘書課と広報室に出したんですよ、それで内容を検閲してくださいって言った。ところが2週間ぐらいじっと時間がたっても、何も文句を言ってこれない。」と語っている。

### 「停電テロ」発言
2012年5月17日、古賀はテレビ朝日『モーニングバード』において大飯原発の再稼働を批判し、その中で「火力発電所でわざと事故を起こす、あるいは事故が起きたときにしばらく動かさないようにして、電力が大幅に足りないという状況を作り出してパニックをおこすことにより、原子力を再稼動させるしかないという、いわば停電テロという状態にもっていこうとしているとしか思えない」と陰謀論を展開した が、関西電力は「当社として、そのような事を検討している事実は一切ありません。」と公式に発表した。2012年5月29日、古賀は発言の主旨について「経産省と関電が去年の夏から今年の春にかけて、電力確保のためにほとんど何もやっていなかったのではないか、ということを言いたかった」と釈明した。

### 『報道ステーション』での発言
2011年から続いた報道ステーションの金曜コメンテーターを務めた。同番組では、3週間に一度の割合で出演し、様々なテーマについて発言した。
同年3月に「改革はするが戦争はしない」プラットフォーム『フォーラム4』を立ち上げる。
2015年1月13日に報道ステーションでコメンテーターとして生出演していた古賀は、ISILによる日本人拘束事件について、「安倍総理はカイロの演説で、ISILと戦う国には支援を行うと発言したが、すでに誘拐されていることが分かっていたのに、誘拐犯と戦う人を支援すると言ったら、誘拐犯を刺激する。日本は、アメリカやイギリスと同じような戦争をする国だと思われつつある。私達は、後藤さんのような人こそ助けなくてはいけないと思っていて、安倍さんとは違うんだということを、私だったら、『I am not ABE』と言うプラカードを掲げて、日本人は違いますよと、戦後ずっと戦争をしていませんよと。憲法では、日本のことを攻めてこないような人たちのことを一方的に敵だなんて絶対に言いませんよと伝える。」と発言した。この発言の真意について、古賀は、神奈川新聞のインタビューで「首相によって、日本のイメージが根本的に変えられようとしていて、今止めなければ取り返しのつかないことになると考えました。安倍首相のやろうとしていることは日本人の気持ちではない、と考えた上での発言です。」と説明している。
最後の出演となった2015年3月27日に報道ステーションでコメンテーターとして生出演していた古賀は、「テレビ朝日の早河洋会長と古舘プロジェクトの会長の意向で今日が最後ということになりました」「菅義偉官房長官をはじめ、官邸の皆さんにはバッシングを受けてきた」と話し、「I am not ABE」と書かれたフリップを提示し、「官邸からまたいろんな批判が来るかもしれないが、陰で言わないでほしい。直接私のところに文句を言ってきて」と発言した。また「単なる安倍批判ではない」とした上で「圧力で（当番組の）編集担当の方が辞めさせられると聞いた」と発言し、放送後番組幹部から「ニュースに関係無いこと言うな」「段取りと違う」と怒られたという。なお、これに先立って同年3月5日には、自身のTwitterにて「4月以降は、篠塚報道局長が出すなと言ったので出られなくなりました」と主張しており、同時に「最後の二回、古舘さんにも番組でいろいろ聞いてみたいと思います」と半ばこのような発言を番組放送中に行うことを仄めかすような投稿も行っている。
古賀のコメンテーター降板は、「メディアへの圧力」としてニューヨーク・タイムズに取り上げられ、古賀は2015年5月、日本外国特派員協会から「報道の自由の友」賞 (Friend of the Free Press)」受賞。
古賀は官邸からバッシングを受けた証拠として、独立系ニュースメディアからのインタビューで、菅がISILによる日本人拘束事件に関する報道に関して「いや、誰とは言わないけどね。ひどかったよね、本人はあたかもその地に行ったかのようなことを言って、事実と全然違うことを延々としゃべってる。放送法から見て大丈夫なのかと思った。放送法がある以上、事実に反する放送をしちゃいけない。本当に頭にきた。俺なら放送法に違反してるって言ってやるところだけど。」と書かれている報道関係者のオフレコのメモがあるという独立系ニュースサイトのリテラの記事 を根拠にしており、現在の日本で何が起きているか、みんなに考えてもらうための一石を投じたかったと発言の理由について説明している。
早河は、4月の番組改編に合わせ「報道ステーション」を含む各ニュース・情報番組の内容強化を現場に指示はしているが、古賀に限らず個別で降板を指示したことはないと否定している。3月30日、菅は記者会見で古賀の発言について「全くの事実無根。言論や表現の自由は大事だが、事実に反するコメントを公共の電波を使って報道したことは、極めて不適切だ」と番組を批判し、「放送法という法律がある。まずテレビ局がどのような対応をするか、しばらく見守りたい」とテレビ朝日に対応を迫る発言をした。同日の『報道ステーション』で古舘伊知郎が「古賀さんがニュースと関係ない部分でコメントしたことは残念」「テレ朝としては、こうした事態を防げなかったことはテレビをご覧の皆さまにおわびしないといけない」、31日には早河が「出演をめぐる私的なやり取りが番組内で行われたことは、あってはならない。ああした事態に至ったことは反省しており、皆さまにおわびしたい」と記者会見で、それぞれ陳謝した。

## 政策
- 以下のような基本理念を掲げている。『子どもの未来と国民の命を最も優先する。政治の透明化を徹底的に進める。民間でできることは民間に任せる。地方にできることは地方が行なう。電力会社、医師会、農協などの既得権グループの利権をなくし、私たち市民に還元する。』『自由主義と資本主義を基本とする。グローバリゼーションを否定せず、市民のために活用する。公正な競争は促進するが、普通に頑張れば普通に幸せな暮らしができる社会を目指す。成長のための改革を実施するが、大量生産大量消費をやめて、市民生活の質を重視する。』『自然とともに、自然を生かし、自然に生かされる生き方を基本とする。地方再生の柱に自然エネルギーを位置づける。原発は再稼動せず、世界一の自然エネルギー大国を目指す。』『軍事偏重の「積極的軍事主義」ではなく、真の平和主義に立脚した外交・安全保障政策を実施する。集団的自衛権の行使は違憲であるとの立場を堅持し、認めない。戦後の日本が70年かけて築いた平和な暮らしを誇りとし、これを守るために憲法9条改正に反対する（ただし、平和主義をより厳格に規定するために憲法改正について議論することを否定しない）。海外で米国と一緒に戦う日本というイメージを払拭し、武器を使わず人道支援しかしない日本の平和ブランドを取り戻す。』『情報公開を徹底的に進め、表現の自由、報道の自由を回復する。』[29]
- 安全保障における主張の中には「戦争国家への11本の矢」というものがあり、集団的自衛権や特定秘密保護法、武器輸出解禁など、少しずつ小出しに進んでいく変化の中で、徴兵制につながる恐れがあることを指摘している[30][31]。中でも、少人数の閣僚だけで重要な決定ができてしまう日本版NSC、誰の責任かを隠し通すことができ、判断を誤らせかねない秘密保護法、日本が直接関係ない戦争に参加する恐れが出る集団的自衛権を恐怖の3点セットと語り、1つ1つを切り離して見るのではなく、セットとして考えたときにどういう意図が隠されているかを注視するべきだとtwitterでつぶやいている[32]。
- 経済については、経産省を辞めた頃、2011年ごろから一貫して、「改革なき増税はギリシャへの道」、「増税とバラマキのスパイラルになってしまう」という言葉を用いて、ギリシャも増税していたのに財政の危機を迎えたこと、このままでは増税とバラマキを繰り返しながら一向に財政は改善せず、10％に増税してもすぐに15％の話が出てくる未来が予測できることと、財政の悪化を防ぐためには、ただ増税するだけでなく、農業、医療、エネルギーの分野で改革をすることが必要であると主張しており、2013年9月にはTwitterで「私が2年前に経産省を辞めた直後から言っていたことが、現実のものに。10％にしても全く焼け石に水。すぐに15％の話が出ます。そして経済対策の名目でまたバラマキ。さらに20％へ。ギリシャやスペインと同じ道です。」と語っている[33][34]。
- ISILによる日本人人質事件においては、動画が公開された2015年1月よりも以前の、2014年11月の段階で、後藤健二さんの妻宛に犯人側からメールが届き、すでに水面下では交渉が行われ、外務省も把握していたことが明らかにされたことを受け、官僚として働いていた経験から、官僚はリスクを嫌うので、上司に報告して自分の責任を免れるという観点から、外務省の官僚が事実を知れば、それは省内では大臣まで、官邸にもほぼリアルタイムで報告され、直ちに総理や官房長官の知るところとなったであろうこと、官僚なら、中東に行く前に官房機密費などで人質を解放してもらおうという案も考えたであろうことを挙げ、日本人に危険が迫っていることをあらかじめ知っていた上で中東に行き、エジプトのスピーチをしたとすれば、本当に人命を最優先で考えていたのかという点に疑問を投げかけ、屈しない姿勢をアメリカに認めてもらいたかったのではないかという指摘をした[35][36]。
- マイナンバーを政治資金監視のために使うべきだと提案している[37]。
- 古賀は各種報道媒体で公務員改革の主張や東京電力批判などをするようになってからは、川崎市の自宅玄関前に血を流したハクビシンの死体が置かれるなどの嫌がらせを受けたと述べている[38]。
- 安倍内閣が検討しているとされる「高等教育[39] 無償化」に対して、憲法改正、ついては9条改正のための布石だと指摘し、「本来は、今すぐにでも義務教育の範囲を拡大して高校の無償化を実施すればよい。しかし、その前に、憲法の条文を改正して、高校まで入ることを明文化しようというのだ[40]。」と主張している。ただし、高等学校は中学校とともに中等教育機関であり、高等教育には含まれない。

## 経歴
- 1974年（昭和49年） - 麻布高等学校卒業、東京大学教養学部入学。
- 1980年（昭和55年） - 東京大学法学部第1類（私法コース）卒業、通商産業省入省。
- 1994年（平成6年） - 通商産業省産業政策局総務課産業組織政策室長
- 1996年（平成8年）
  - 通商産業省産業政策局産業組織課長
  - 経済協力開発機構科学技術産業局規制制度改革課長
- 1999年（平成11年） - 通商産業省産業政策局取引信用課長
- 2001年（平成13年） - 経済産業省商務情報政策局取引信用課長
- 2002年（平成14年）
  - 経済産業省産業技術環境局技術振興課長
  - 内閣府産業再生機構設立準備室参事官
- 2003年（平成15年） - 株式会社産業再生機構執行役員
- 2004年（平成16年） - 経済産業省経済産業政策局経済産業政策課長
- 2005年（平成17年） - 経済産業省中小企業庁経営支援部長
- 2006年（平成18年） - 独立行政法人中小企業基盤整備機構理事
- 2007年（平成19年） - 独立行政法人産業技術総合研究所理事・業務推進本部長
- 2008年（平成20年） - 内閣官房国家公務員制度改革推進本部事務局審議官 （内閣審議官）
- 2009年（平成21年）12月 - 経済産業省大臣官房付
- 2011年（平成23年）
  - 9月26日 - 依願退官
  - 12月 - 大阪府特別顧問、大阪市特別顧問、大阪府市統合本部特別顧問
- 2012年（平成24年） - 大阪府市エネルギー戦略会議副会長
- 2013年（平成25年） - 大阪府市エネルギー戦略会議副会長再任

## 出演

### テレビ番組
- 日経スペシャル カンブリア宮殿 村上龍が選ぶ 『今後のニッポンを考えるニュース』！（テレビ東京、2011年12月29日）[41]

### ウェブ番組
- 情熱報道ライブ「ニューズ・オプエド®」（NOBORDER NEWS TOKYO、月1レギュラー）
- デモクラシータイムス（YouTube、不定期出演）
- エアレボリューション（ニコニコ生放送、2023年3月18日）
- UIチャンネル 東アジア共同体研究所（YouTube、2024年4月8日）

### ラジオ
- 大竹まこと ゴールデンラジオ!（文化放送、不定期出演）

## 連載記事
- 週刊現代「官々愕々」
- 週刊プレイボーイ「古賀茂明政経塾」
- 週刊エコノミスト「闘論席」
- 週刊朝日「政官財の罪と罰」

## メルマガ
- 現代ビジネス 古賀茂明「改革はするが戦争はしない」フォーラム4
  - https://mall.ismedia.jp/

## 書籍

### 著書
- 『日本中枢の崩壊』（2011年5月21日、講談社）ISBN 9784062170741
  - 『日本中枢の崩壊』（2013年8月9日、講談社 講談社文庫）ISBN 9784062776110
- 『日本が融けてゆく』（共著者:須田慎一郎）（2011年7月6日、飛鳥新社）ISBN 9784864100984
- 『官僚の責任』（2011年7月16日、PHP研究所 PHP新書）ISBN 9784569798059
- 『原発がなくても電力は足りる！ 検証！電力不足キャンペーン5つのウソ』（共著者:大島堅一、監修:飯田哲也）（2011年8月20日、宝島社）ISBN 9784796685597
- 『決別！日本の病根』（責任編集:田原総一朗〉（2011年11月16日、アスコム オフレコ！BOOKS）ISBN 9784776207016
- 『官僚を国民のために働かせる法』（2011年11月17日、光文社 光文社新書）ISBN 9784334036508
- 『日本を脅かす！原発の深い闇』（共著者:一ノ宮美成 神林広恵 中田潤 藤吉雅春 ほか）（2012年2月7日、宝島社 宝島SUGOI文庫）ISBN 9784796689977
- 『信念をつらぬく』（2013年1月30日、幻冬舎新書）ISBN 9784344982949
- 『利権の復活 「国民のため」という詐術』（2013年10月17日、PHP研究所 PHP新書）ISBN 9784569807034
- 『原発の倫理学』（2013年11月30日、講談社）ISBN 9784062187701
- 『国家の暴走 安倍政権の世論操作術』（2014年9月12日、角川書店 角川oneテーマ21）ISBN 9784041018149
- 『武器輸出大国ニッポンでいいのか』（共著者:望月衣塑子、池内了、杉原浩司）（2016年9月1日、あけび書房）ISBN 9784871541480
- 『日本中枢の狂謀』（2017年5月31日、講談社）ISBN 9784062196505
- 『国家の共謀』（2017年11月10日、角川書店 角川新書）ISBN 9784040821931
- 『THE 独裁者：国難を呼ぶ男！安倍晋三』（共著者:望月衣塑子）（2018年1月1日、ベストセラーズ）ISBN 9784584138403
- 『断罪 政権の強権支配と霞が関の堕落を撃つ 次世代への日本再建論』（共著者:村上誠一郎）（2018年4月1日、ビジネス社）ISBN 9784828420240
- 『日本を壊した霞が関の弱い人たち 新・官僚の責任』（2020年10月26日、集英社）ISBN 9784087900200
- 『官僚と国家 菅義偉「暗黒政権」の正体』（共著者:佐高信）（2021年4月19日、平凡社 平凡社新書）ISBN 9784582859706
- 『官邸の暴走』（2021年6月10日、KADOKAWA 角川新書）ISBN 9784040824031
- 『自民党失敗の本質』（共著者:石破茂 村上誠一郎 内田樹 御厨貴 前川喜平 望月衣塑子 小沢一郎）（2021年10月8日、宝島社）ISBN 4299021312
- 『自公の罪 維新の毒 次こそ政権交代。7つの解毒剤（共著者:冨田宏治 佐高信 上昌広 藤原辰史 上西充子 内山雅人、編者:西谷文和）（2021年12月11日、日本機関紙出版センター）ISBN 9784889002669
- 『分断と凋落の日本』（2023年4月12日、日刊現代/講談社）ISBN 9784065317716

### 関連書籍
- 『放送レポート(255 2015-7) 古賀茂明氏が語る「テレビと政治」 どうする？どうなる？ローカル局』（編者:メディア総合研究所）（2015年7月1日、大月書店）ISBN 9784272780334